# Бахмутское
Бахмутское (укр. Бахмутське) — село в Соледарской городской общине Бахмутского района Донецкой области Украины.
Население по переписи 2001 года составляет 784 человека. Почтовый индекс — 84546. Телефонный код — 6274.
Во времена СССР, в селе был колхоз "Заря Коммунизма", после развала "Заря".
В селе находилась средняя школа, дворец культуры, детский сад, дом быта. Благоустроенные, газифицированные четырёх-этажные дома, с централизованным отоплением, располагались в центре поселка.